# Valeriana adscendens
Valeriana adscendens là một loài thực vật có hoa trong họ Kim ngân. Loài này được Turcz. miêu tả khoa học đầu tiên năm 1852.